# サラ・カフマン

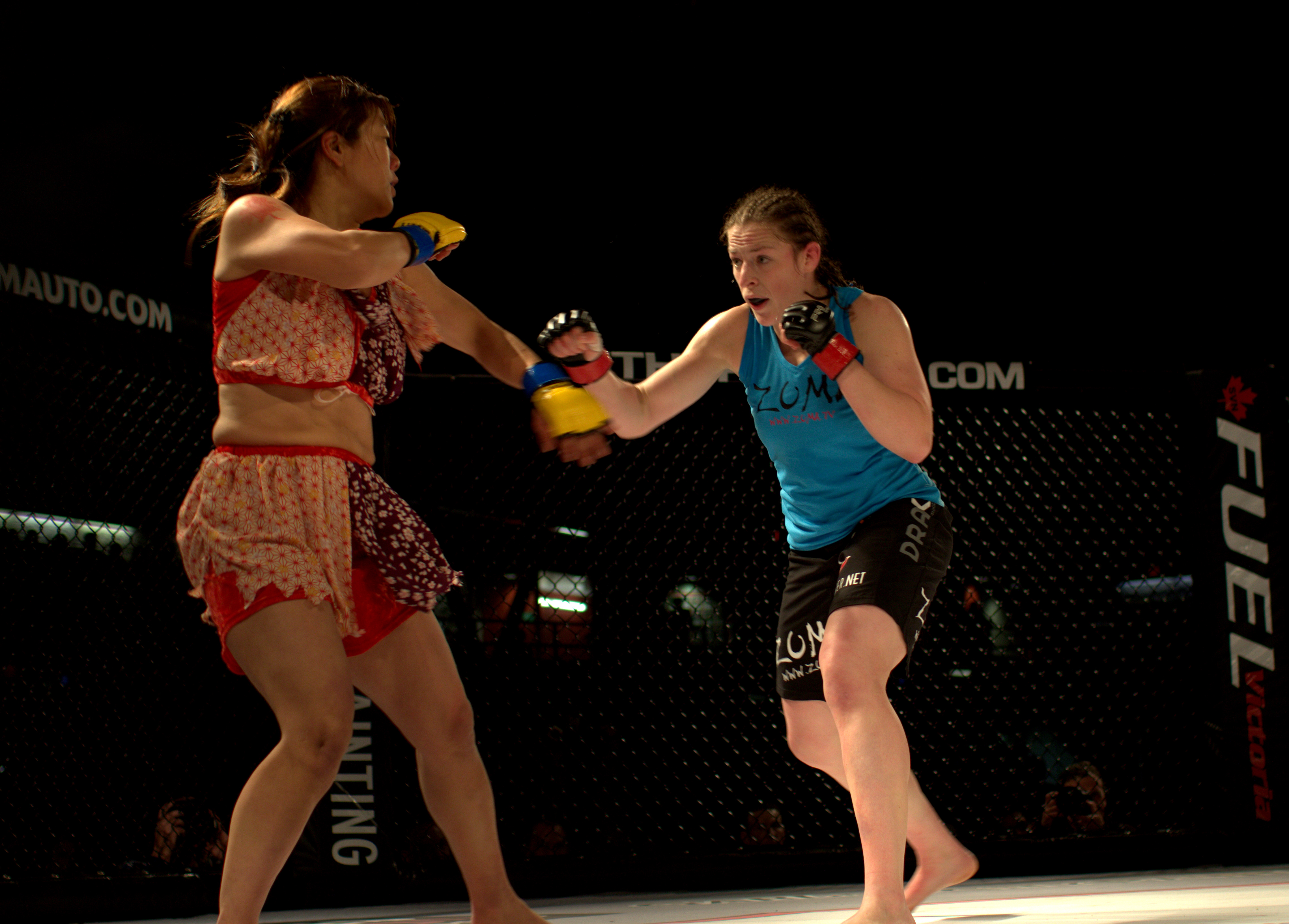
試合中のカフマン

サラ・カフマン（Sarah Kaufman、1985年9月20日 - ）は、カナダの女性総合格闘家。ブリティッシュコロンビア州ビクトリア出身。Zugec Ultimate Martial Arts所属。ブラジリアン柔術黒帯。現Invicta FC世界バンタム級王者。元Strikeforce女子バンタム級王者。サラ・カウフマンとも。

## 来歴
2歳からダンスを習い始めて、ヒップホップやバレエやジャズダンスなどありとあらゆるダンスを習得。17歳の時にダンス教室と同じ建物内に総合格闘技ジムがオープン、カフマンはエアロビックキックボクシングクラスのために入会をするが、すぐに格闘技の魅力に取り憑かれて他の格闘技クラスも受講するようになる。
2006年6月3日、プロ総合格闘技デビュー。
2007年4月7日、UCWでアレクシス・デイビスと対戦し、TKO勝利。

### Strikeforce
2009年5月15日、Strikeforce Challengers 1でミーシャ・テイトと対戦し、3-0の判定勝ち。当初はキム・クートゥアと対戦予定であったが、対戦相手がテイトに変更された。
2009年6月19日、Strikeforce Challengers 2でシェイナ・ベイズラーと対戦し、判定勝利。
2010年2月26日、Strikeforce Challengers 6のStrikeforce女子ウェルター級（-61kg）王座決定戦で端貴代と対戦し、ジャッジ3者とも50-45で判定勝ちを収め王座獲得に成功した。
2010年7月23日、Strikeforce Challengers 9のStrikeforce女子ウェルター級（-61kg）王座防衛戦でロクサン・モダフェリと対戦し、スラムによるKO勝ちで初防衛に成功した。
2010年10月9日、Strikeforce: Diaz vs. Noons 2のStrikeforce女子ウェルター級（-61kg）王座防衛戦でマルース・クーネンと対戦し、腕ひしぎ十字固めで一本負け。2度目の防衛に失敗するとともにキャリア初黒星となった。
2011年4月2日、藪下めぐみと対戦し、TKO勝利。
2011年7月22日、Strikeforce Challengers 17でリズ・カムーシェと対戦し、判定勝利。
2012年3月3日、Strikeforce: Tate vs. Rouseyでアレクシス・デイビスと約5年ぶりに対戦し、2-0の判定勝利。
2012年8月18日、Strikeforce: Rousey vs. KaufmanでStrikeforce女子バンタム級王者のロンダ・ラウジーに挑戦するが、腕ひしぎ十字固めで一本負けを喫し王座獲得に失敗した。

### Invicta FC
2013年4月5日、Invicta FC 5でレスリー・スミスと対戦し、2-1の判定勝利。ファイト・オブ・ザ・ナイトを受賞した。

### UFC
2013年8月19日 、UFCデビュー戦をUFC 166でジェシカ・アイと対戦し、1-2の判定で敗れるが、アイからマリファナの陽性反応が検出され試合結果がノーコンテストへ変更された。
2015年4月25日、UFC 186で女子バンタム級3位のアレクシス・デイビスと対戦し、腕ひしぎ十字固めで一本負け。
2016年、UFCと契約を更新せずにフリーエージェントになった。

### Invicta FC復帰
2018年1月13日、Invicta FC 27でパニー・キアンザドと対戦し、判定勝ち。

#### Invicta FC王座獲得
2018年5月4日、Invicta FC 29のInvicta FC世界バンタム級王座決定戦でカタリナ・リナーと対戦し、リアネイキッドチョークで一本勝ちを収め王座獲得に成功した。

## 戦績
| 総合格闘技 戦績 | 総合格闘技 戦績 | 総合格闘技 戦績 | 総合格闘技 戦績 | 総合格闘技 戦績 | 総合格闘技 戦績 | 総合格闘技 戦績 |
| --------------- | --------------- | --------------- | --------------- | --------------- | --------------- | --------------- |
| 27 試合         | (T)KO           | 一本            | 判定            | その他          | 引き分け        | 無効試合        |
| 21 勝           | 10              | 2               | 9               | 0               | 0               | 1               |
| 5 敗            | 0               | 3               | 2               | 0               | 0               | 1               |

| 勝敗 | 対戦相手                         | 試合結果                        | 大会名                                                                      | 開催年月日     |
| ×    | ラリッサ・パシェコ               | 5分3R終了 判定0-3               | PFL 7 【2019年PFL女子ライト級トーナメント準決勝】                           | 2019年10月11日 |
| ○    | モーガン・フライヤー             | 1R 2:22 肩固め                  | PFL 1 【2019年PFL女子ライト級トーナメント・レギュラーシーズン1回戦】        | 2019年5月9日   |
| ○    | カタリナ・リナー                 | 3R 4:30 リアネイキッドチョーク  | Invicta FC 29:Kaufman vs. Lehner 【Invicta FC世界バンタム級王座決定戦】     | 2018年5月4日   |
| ○    | パニー・キアンザド               | 5分3R終了 判定3-0               | Invicta FC 27: Kianzad vs. Kaufman                                          | 2018年1月13日  |
| ○    | ジェシカ＝ローズ・クラーク       | 5分3R終了 判定3-0               | BFC Battlefield: The Great Beginning                                        | 2017年3月18日  |
| ×    | ヴァレンティーナ・シェフチェンコ | 5分3R終了 判定1-2               | UFC on FOX 17: dos Anjos vs. Cowboy 2                                       | 2015年12月19日 |
| ×    | アレクシス・デイヴィス           | 2R 1:52 腕ひしぎ十字固め        | UFC 186: Johnson vs. Horiguchi                                              | 2015年4月25日  |
| ○    | レスリー・スミス                 | 5分3R終了 判定3-0               | UFC Fight Night: Bisping vs. Kennedy                                        | 2014年4月16日  |
| －   | ジェシカ・アイ                   | ノーコンテスト（薬物検査失格）  | UFC 166: Velasquez vs. dos Santos 3                                         | 2013年8月19日  |
| ○    | レスリー・スミス                 | 5分3R終了 判定2-1               | Invicta FC 5: Penne vs. Waterson                                            | 2013年4月5日   |
| ×    | ロンダ・ラウジー                 | 1R 0:54 腕ひしぎ十字固め        | Strikeforce: Rousey vs. Kaufman 【Strikeforce女子バンタム級タイトルマッチ】 | 2012年8月18日  |
| ○    | アレクシス・デイビス             | 5分3R終了 判定2-0               | Strikeforce: Tate vs. Rousey                                                | 2012年3月3日   |
| ○    | リズ・カムーシェ                 | 5分3R終了 判定3-0               | Strikeforce Challengers 17                                                  | 2011年7月22日  |
| ○    | 藪下めぐみ                       | 3R 3:34 TKO（パンチ連打）       | Armageddon FC 5: Judgment Day                                               | 2011年4月2日   |
| ×    | マルース・クーネン               | 3R 1:59 腕ひしぎ十字固め        | Strikeforce: Diaz vs. Noons 2 【Strikeforce女子ウェルター級タイトルマッチ】 | 2010年10月9日  |
| ○    | ロクサン・モダフェリ             | 3R 4:45 KO（スラム）            | Strikeforce Challengers 9 【Strikeforce女子ウェルター級タイトルマッチ】     | 2010年7月23日  |
| ○    | 端貴代                           | 5分5R終了 判定3-0               | Strikeforce Challengers 6 【Strikeforce女子ウェルター級王座決定戦】         | 2010年2月26日  |
| ○    | シェイナ・ベイズラー             | 5分3R終了 判定3-0               | Strikeforce Challengers 2                                                   | 2009年6月19日  |
| ○    | ミーシャ・テイト                 | 3分3R終了 判定3-0               | Strikeforce Challengers 1                                                   | 2009年5月15日  |
| ○    | サラ・シュナイダー               | 2R 1:43 TKO（パンチ連打）       | PFC: Best of Both Worlds 2                                                  | 2009年4月23日  |
| ○    | モーリー・ヘイゼル               | 2R 2:44 TKO（パンチ連打）       | HCF: Crow's Nest 【HCF女子バンタム級タイトルマッチ】                        | 2008年3月29日  |
| ○    | ジュネル・マルケス               | 2R 3:22 TKO（パンチ連打）       | HCF: Title Wave 【HCF女子バンタム級王座決定戦】                             | 2007年10月19日 |
| ○    | ヴァレリー・レターノー           | 2R 1:36 TKO（パンチ連打）       | TKO 29: Repercussion                                                        | 2007年6月1日   |
| ○    | アレクシス・デイビス             | 3R TKO（パンチ連打）            | UCW 7: Anarchy                                                              | 2007年4月7日   |
| ○    | ミスティ・シアラー               | 2R 5:00 TKO（ドクターストップ） | KOTC: Amplified                                                             | 2006年11月26日 |
| ○    | サラ・ドラフト                   | 1R 0:17 TKO（パンチ連打）       | KOTC: Insurrection                                                          | 2006年10月6日  |
| ○    | リズ・ポズナー                   | 3R 1:03 KO（パンチ）            | North American Challenge 23                                                 | 2006年6月3日   |

## 獲得タイトル
- 初代HCF女子バンタム級王座（2007年）
- 初代Strikeforce女子ウェルター級王座（2010年）
- 第4代Invicta FC世界バンタム級王座（2018年）

## 表彰
- Invicta FC ファイト・オブ・ザ・ナイト（1回）